# 大阪市立諏訪小学校
大阪市立諏訪小学校（おおさかしりつ すわしょうがっこう）は、大阪府大阪市城東区にある公立小学校。
1927年に大阪市城東尋常高等小学校（現在の大阪市立城東小学校）から分離開校した。

## 沿革
- 1927年 - 大阪市城東第二尋常小学校として、現在地（当時・東成区左専道町）に開校。
- 1928年 - 第一回卒業式を挙行する。
- 1930年 - 講堂兼雨天体操場・2階6教室及び4教室の像権校舎竣工。
- 1941年 - 国民学校令により、大阪市諏訪国民学校に改称。
- 1944年 - 3年生以上が福井県南条郡武生町（現在の武生市）に集団疎開。
- 1947年 - 学制改革により、大阪市立諏訪小学校に改称。
- 1961年 - 分校設置により、2年生児童を分校へ移す。
- 1966年 - 15mプール完成。
- 1972年 - 公認25mプール竣工。
- 1979年 - 分校を本校に統合。
- 1979年 - 講堂兼体育館落成。
- 1986年 - 養護学級開設。
- 2003年 - パソコン41台を更新する。
- 2007年 - 運動場と校舎の間約400㎡芝生化。
- 2007年 - ビオトープ完成。
- 2020年 - 北校舎工事。
- 2022年 - 北校舎完成。

## 通学区域
- 大阪市城東区 永田1丁目-4丁目、諏訪1丁目-4丁目。

卒業生は大阪市立城東中学校に進学する。

## 交通
- 片町線（学研都市線） 放出駅 南西へ約600m。
- 地下鉄中央線 深江橋駅 北へ約800m。